# 3D Pinball: Space Cadet
3D Pinball: Space Cadet (noto anche come Pinball 3D o più semplicemente Pinball) è un videogioco di flipper per Microsoft Windows, fornito con Microsoft Plus! nel 1995 e successivamente incluso in Windows NT, Windows Me, Windows 2000 e per le edizioni a 32 bit di Windows XP. Il gioco è stato sviluppato dalla Cinematronics, LLC ed è uno dei tavoli da gioco inclusi in Full Tilt! Pinball della Maxis, del 1996.

## Modalità di gioco
Lo scopo del gioco, analogamente a quello di un flipper classico, è quello di non far cadere la pallina, usando due alette che si azionano premendo due tasti della tastiera del computer o i due tasti del mouse.
Il flipper è mostrato con prospettiva tridimensionale fissa ed è dotato di classici elementi realistici, come respingenti e rampe.
A fianco del flipper è presente un tabellone che mostra il punteggio che il giocatore accumula, imitando graficamente un vero tabellone a LED.

## Storia
Visto che la versione iniziale conteneva significative porzioni di linguaggio assembly x86, gran parte del gioco è stata riscritta in C per essere compatibile con MIPS, Alpha e PowerPC, che erano le architetture supportate da Windows NT. Entrambe le versioni sono piuttosto simili. La versione per Windows è disponibile solo con una risoluzione di 640x480, mentre la versione originale è disponibile in tre diverse risoluzioni regolabili fino ad un massimo di 1024x768.
Il gioco si basa su immagini bidimensionali create con un precedente rendering 3D. 
Ci sono alcune differenze tra la versione per Windows e quella inclusa in Full Tilt! Pinball:
- Le scritte in basso per Cinematronics e Maxis sono rosse invece che gialle
- è presente una schermata iniziale che mostra un piccolo flipper con i bordi sfumati
- Le tre luci gialle di potenziamento motori e armi si spengono se la pallina ci passa sopra mentre sono accese. Ciò non accade nella versione originale dove, dopo che vengono accese, rimangono tali fino a quando non vengono resettate dal relativo potenziamento.
- La musica non è abilitata di default nella versione Windows.
- Nella versione per windows se la pallina entra nel wormhole attivato, esce dallo stesso wormhole e viene guadagnata una pallina "replay". Nella versione Full Tilt, invece, la prima volta che la pallina entra in un wormhole attivato viene rimessa in campo dallo scivolo di lancio e la pallina viene definita come "locked", la seconda volta che la pallina entra in un wormhole attivato in cui era già stata locked, da ciascun wormhole esce una pallina, e si avranno quindi tre palline in campo contemporaneamente.
- Nella versione Full Tilt dopo ogni missione terminata con successo viene assegnata una pallina "Replay"; nella versione windows invece no.
- Ci sono alcune differenze sui suoni di gioco
- Ci sono alcune differenze sulla fisica relativa alla pallina (per esempio la velocità di espulsione dall'iperspazio e diversa nei due casi).

3D Pinball fu eliminato da tutti i successivi sistemi operativi di Windows in quanto, attorno al 2005, la sua versione convertita in 64 bit rivelava un bug per cui la pallina passava attraverso gli oggetti presenti sul tavolo da gioco. Gli sviluppatori non riuscirono a risolvere il problema in un codice sorgente vecchio di un decennio e sviluppato da un'altra società, pertanto si decise di scartare del tutto il gioco.